# ハムリーズ
ハムリーズ（Hamleys）は世界最古の玩具店である。1760年にウィリアム ハムリーによって"Noah's Ark"(ノアの方舟)としてロンドンのハイ ハルボーン231番地に設立され、1881年にリージェント・ストリートに移転した。500万人が毎年訪れる観光名所になっている。系列店はイギリスと世界中で展開され、近年では新興国を中心に店舗展開を加速させている。
ハムリーズは2003年にアイスランドの投資会社であるBaugurグループによって買収されたが、グループの債務不履行により、Baugurの主な投資家であるランズバンキ銀行に引き継がれた。2012年9月にフランスの玩具小売会社のGroupe Ludendoが£6000万ポンドでハムリーズを買収した。
多くの店がMacy’sのように所有者名’sを使用するのに対してハムリーズは意図的にアポストロフィを除いて使用している。

ハムリーズの標語は、「The Finest Children's Toy Shop in the World」。

## 歴史
ハムリーズは世界で最古にして最大の玩具店である。 店名は"ノアの箱舟"と呼ばれる玩具店を1760年にロンドンのハイ ハルボーン231番地に創業したウィリアム ハムリーに由来する。店の所有権は家族に引き継がれ、1837年にハムリーの孫が経営した当時には顧客には王侯や貴族が連なり有名になっていた。
リージェントストリート200番地の支店は1881年に開店した。;ハイハルボーンの支店は1901年に火災で焼けてハイハルボーン86–87番地に移転した。 リージェントストリートの支店は後に188-196番地に拡大した。
1938年、ジョージ5世の妻のメアリー・オブ・テックはハムリーズを御用達に指定した。 第二次世界大戦中、リージェントストリートの店は5回爆撃された。1955年、エリザベス2世は”玩具と運動用品の小売店”として2度目の御用達に指定した。
ハムリーズは2003年6月にアイスランドの投資会社であるBaugurグループによって買収された。Baugurの破産時に玩具店の株式はアイスランドのランズバンキ銀行に引き継がれた。2012年9月にフランスを拠点としてベルギー、スペイン、スイスでも同様に展開する玩具小売業のGroupe Ludendoが£6000万ポンドでハムリーズを買収した。

## イギリスの店舗

### リージェントストリート
1881年に旗艦店をリージェントストリート200番地から世界最大の玩具店である現在の188–196番地へ移転した。
ハムリーズのロンドンの旗艦店では7層で総面積54,000平方フィート (5,000 m2)である。 それぞれのフロアは異なる分野の玩具を扱っている。1990年代末にハムリーズはスパイス・ガールズの商品を専門に扱った。1階は伝統的な(シュタイフを含む)ソフトトイや定番のテディベアや亀やイルカやキリンや象のような野生動物のぬいぐるみを扱った。
- 6階: 少年向け — アクションフィギュア、ミニカー、レゴブロック、喫茶店
- 5階: Hobbies — 模型のキット、無線操縦模型、鉄道模型、スケーレックストリックス等
- 4階: Girls — 人形、美術品、 ハローキティ、衣装等
- 3階: 未就学児 — 幼児向け
- 2階: ゲーム — ボードゲーム、科学、ジグソーパズル;熊の組立工房や菓子屋
- 1階: ソフトトイ — 多種類の動物のぬいぐるみや手品用品
- 地下: インタラクティブ — ハリー・ポッター、組み立て玩具、Red 5、新商品やゲームの小売店

### イギリスの他の店舗
1987年にヨークに2店目が開店した。しかしわずか12ヶ月未満で閉店した。 ハムリーズは1980年代末にシェフィールドに店舗を構えていた。1980年代初頭に閉店したMoor, Rockingham House36–38番地の古いロバートブラザーズ百貨店の一部を拠点にした。高いレートと予想を下回る売り上げで数年で閉店した。ハムリーズは同様に複数のイギリスの玩具会社を所有する持株会社でもある。最も特筆すべきは2004年にイギリスのテディベア会社を買収したことである。元はDominic Richardsによって創業され、ハムリーズの成功を証明する事に失敗して2年間で8店舗閉鎖された。
これら旧経営陣の大規模な拡張の失敗の結果、ハムリーズは最も成功した空港でのアウトレットの運営に注力するようになった。ハムリーズはロンドンヒースロー空港(ターミナル4と5)やガトウィック空港(北ターミナル)やマンチェスター空港(ターミナル2)に小さい店を出店した。同様にセント・パンクラス駅と北ヨークシャーにヨークデザイナーズアウトレットを構えた。
2009年11月26日、ハムリーズはグラスゴーに出店した。30,000-平方フート (2,800 m2)でSt Enochセンターの拡張と再開発に100百万ポンドかけた。
同様により限られた品揃えの商品を販売するスウィンドンのスウィンドン デザイナー アウトレットも開店した。このアウトレット店は2010年2月に閉店した。
2015年3月19日にハムリーズはエセックスにLakeside Shopping Centreを開店した。

## 世界の店舗

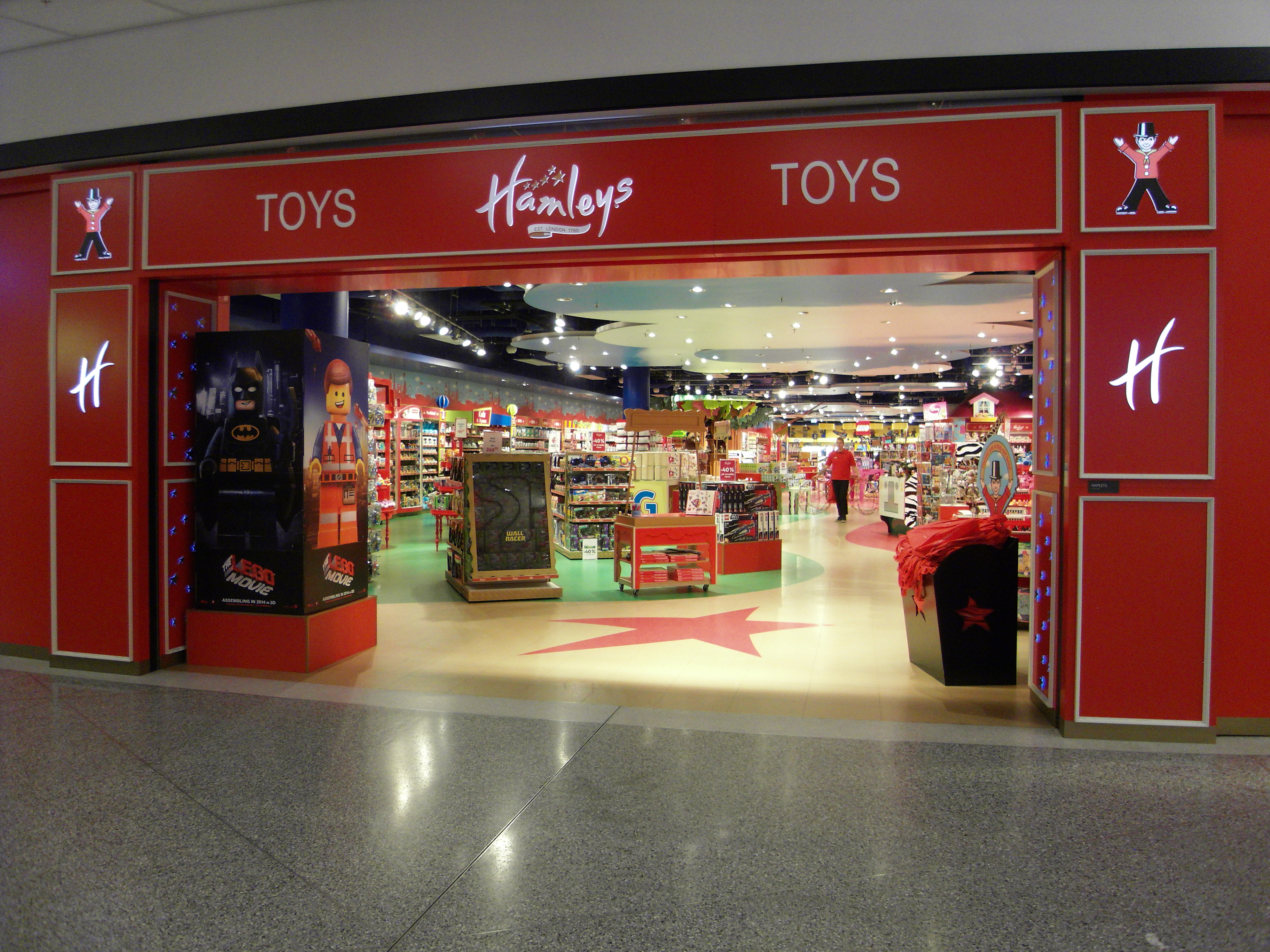
スウェーデンのマルメのEmporiaの店舗

1987年にニューヨークにハムリーズの2番店が開店したが12ヶ月未満で閉店した。
ハムリーズヨーロッパでの足跡はデンマーク(小規模な3店舗)と2008年10月以降アイルランド共和国のダブリンの3,250-平方メートル (35,000 sq ft)の店舗である。 2012年10月12日にストックホルムのNackaでハムリーズの店舗が開店した。2013年9月19日にハムリーズの店舗がノルウェーのオスロで開店した。2014年4月にデンマークの4店舗全てが親会社のKids Retailsの破産により閉店した。
ハムリーズはヨーロッパ以外では初の店舗を2008年6月18日にヨルダンのアンマンで開店した。 2008年11月4日にドバイのフランチャイズ店が2店舗開店した。
2010年4月9日にインドのムンバイで南アジアで最初の店舗が開店した。 22,000-平方フート (2,000 m2)の店舗はインドの金融の首都に位置するインドで2番目の店舗はチェンナイで11,000 sq ftの店内には客が内部を歩けるロンドンバスが鎮座する。現在ではデリー、アフマダーバード、バンガロール等、インド国内に10店舗を擁する。 ハムリーズはサウジの首都のリャドに2012年1月26日に開店した。
2012年にハムリーズはロシアの最初の店舗を開店した。現在はモスクワに2店舗を構える。
2013年にハムリーズはインドで20店舗開店する計画を発表した。 同様に2013年11月に東南アジアで初の出店となるクアラルンプールに出店する計画を発表した。現在ではマレーシアでは3店舗を構える。
2014年にハムリーズはフィリピンで最初の店舗を開店した。12月21日の正午に開店した。 フィリピンでの2番目の店舗も同様に翌年に回転する予定である。
2015年にアブダビのフランチャイズ店が2店舗開店した。
2015年8月20日に南アフリカ最初の店舗がヨハネスブルグで開店した。
キプロスのニコシアに1店舗ある。

## 日本における展開
日本では、2018年5月25日にバンダイナムコアミューズメントとフランチャイズ契約を締結。2018年11月30日に横浜、同年12月1日に博多で、日本におけるフランチャイズ店を開店した。しかしコロナ禍の影響で2022年3月31日に博多店、5月8日に横浜店がそれぞれ閉店し、フランチャイズ契約も解除された。
- 2018年
  - 5月25日 - バンダイナムコアミューズメントとフランチャイズ契約
  - 11月28日 - 博多店にて内覧会を実施[26]。
  - 11月30日 - 横浜店オープン。オープニングセレモニーにタレントの紗栄子が参加[27]。
  - 12月1日 - 博多店オープン。オープニングセレモニーにタレントのスザンヌが参加[28]。
- 2019年
  - 4月11日 - 期間限定店舗となる東京駅一番街店をオープン[29]。
  - 11月1日 - 期間限定店舗となるラゾーナ川崎プラザ店をオープン[30]。
  - 11月30日-12月1日 - 1周年イベント開催[31]。
- 2020年
  - 3月29日 - 横浜店のハムリーズカフェが店内改装のため閉店[32]。東京駅一番街店が閉店[33]。
  - 4月5日 - ラゾーナ川崎プラザ店が閉店[33]。
  - 8月1日 - 横浜店に『ガシャポンのデパート』開設[34]。
  - 8月8日 - 博多店に『ガシャポンのデパート』開設[34]。
  - 9月15日 - エンターテイナーによるハムリーズパレードおよび店内パフォーマンスを終了[35]。
- 2022年
  - 3月31日 - 博多店が閉店[36]。店舗内の「ガシャポンのデパート」等は引き続き営業する。
  - 5月8日 - 横浜店が閉店[37]。跡地は、両店ともバンダイナムコグループのキャラクター、商品、体験イベントを一堂にあつめた体験型リテール施設「バンダイナムコ Cross Store」として横浜は2022年7月7日、博多は同年7月16日にオープンする[38]。

## ウェブサイト
1990年代からハムリーズはイギリス向けの販売しないサイトとアメリカ版の2つのウェブサイトを所有する。 これは1999年にhamleys.comの立ち上げによって変更された。このサイトは通信販売で世界中に向けて商品が出荷される。 ハムリーズの最高経営責任者はマーケティング マガジン誌に"私達はトイザらス、トイゾーンやeトイズのような利益率の低い価格で勝負するような競争に巻き込まれる気はない"と述べた。
2006年にウェブサイト上のglitchは顧客のどの商品も60%値引きできると主張した。
2013年に基本的なアプローチにEconsultancyは"ブランドの価値を多く損ねるべきではない"と批評した。